# Sympetalandra
Genre
Sympetalandra est un genre de plantes à fleurs dicotylédones de la famille des Fabaceae, sous-famille des Caesalpinioideae, originaire d'Asie du Sud-Est, qui comprend cinq espèces acceptées.

## Liste d'espèces
Selon The Plant List (4 octobre 2018) :
- Sympetalandra borneensis Stapf
- Sympetalandra densiflora (Elmer) Steenis
- Sympetalandra hildebrandii Steenis
- Sympetalandra schmutzii Steenis
- Sympetalandra unijuga (Airy Shaw) Steenis